# Синенька-Іваницька Іванна

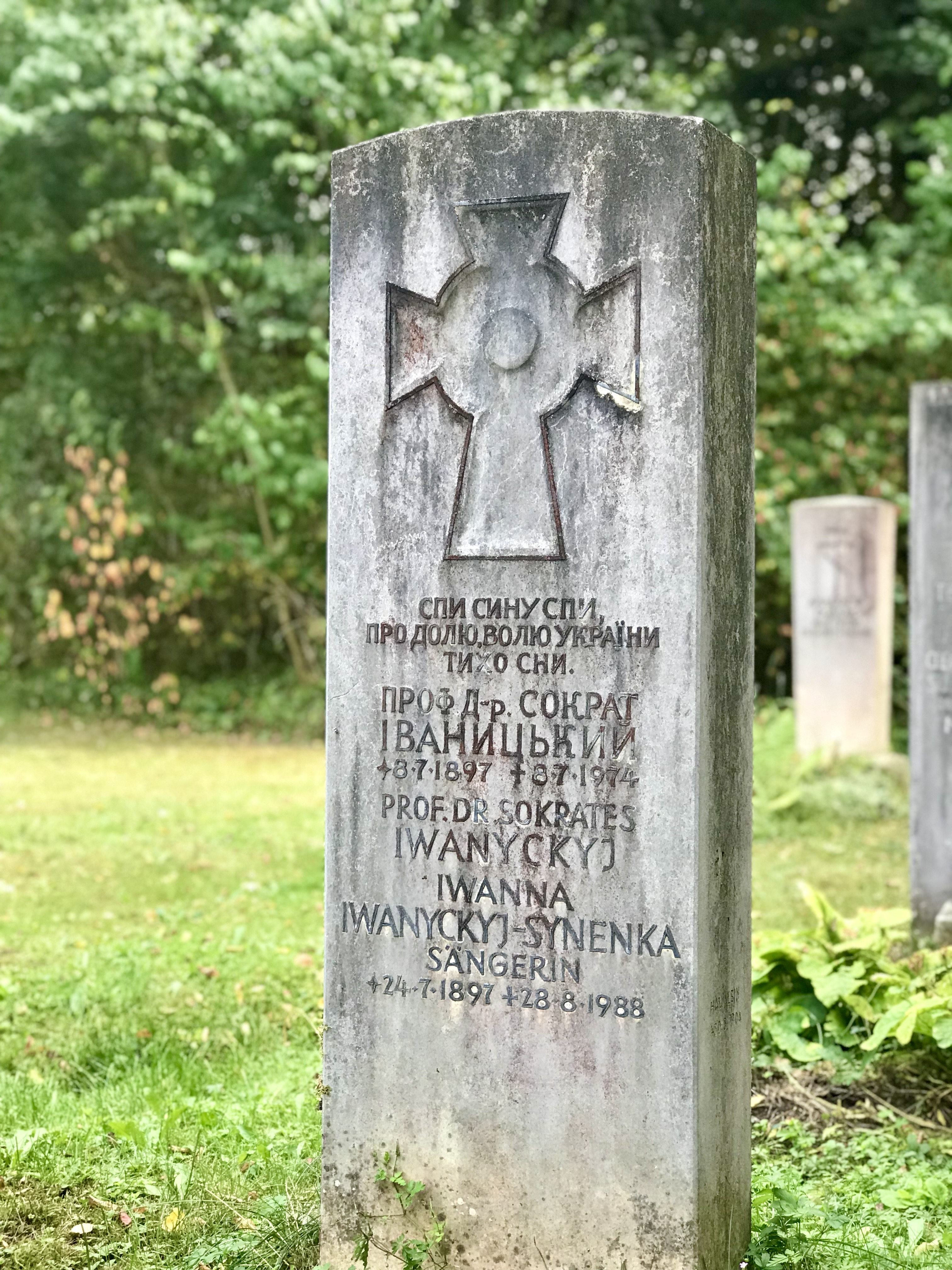
Надгробок могили Іванни Синенької-Іваницької в Мюнхені, цвинтар Waldfriedhof

Синенька-Іваницька Іванна (24 липня 1897, с. Великі Чорнокінці — 28 серпня 1988, Мюнхен) — українська співачка, лірико-драматичне сопрано. Дружина командира сотні УСС Сократа Іваницького.

## Родина
Народилася Іванна Синенька в селі Великі Чорнокінці біля Чорткова на Галицькому Поділлі.
ЇЇ батько Олексій був директором чотирикласної народної школи.
Мати співачки — Феліція (з дому Генчел) була дочкою естрадного співака і теж учителювала. Дітей у родині було восьмеро. Брат відомої співачки — Петро Синенький відомий лікар в 30-ті роки у Чортківській окрузі.

## Життєпис
Навчалася Іванна спочатку в учительській семінарії сестер-василіянок у Станіславі, де співала в хорі.
У 1919 р. виїхала разом з батьком до Східної України, де займалася педагогічною діяльністю — навчала дітей у селі Бахматівці біля Проскурова (тепер м. Хмельницький), а також працювала у державному банку УНР.
Наступного року повернулася до Станіслава, де була арештована і з поїздом «петлюрівців» потрапила до Варшави.
У 1921 році в Судетах, у Райхенбергу, Синенька склала іспит зрілості (учительську матуру). 23 квітня цього ж року повінчалася з молодим доктором права Сократом Іваницьким — згодом довголітнім проректором Українського технічно-господарського інституту.
Закінчила Празьку Консерваторію (1927).
Деякий час молоде подружжя проживало в Ужгороді, де співачка вступила до Українського театру, яким керували Микола Садовський та Микола Аркас.
З осені на кошт стипендії, призначеній Митрополитом Андреєм Шептицьким, спеціалізувалася у Мілані (у професора Келліні де Рівальта-Ріпи).
Концертувала у Празі, Бухаресті, Відні, Берліні, Мюнхені, у містах Галичини і Буковини (Львів, Чернівці, Дрогобич, Вижниця, Бучач, Стрий, Підгайці). З успіхом пройшло концертне турне співачки по українських селах Чехословаччини.
У 1934—1938 рр. Синенька була піонером популяризації української пісні по радіо Праги, Львова, Відня.
15 червня 1938 року у залі Бейштайна «Українська громада в Німеччині» влаштувала шевченківський вечір. Стараннями Українського національного об'єднання відбувся ще один вечір, присвячений пам'яті Т. Шевченка 15 квітня 1939 року в берлінському Шуман-залі.
Померла 28 серпня 1988 р. та похована в Мюнхені на кладовищі Вальдфрідроф. Поряд — могили археолога Петра Курінного, літературознавця Павла Зайцева та інші.
Через все життя пронесла тугу за Україною.

## Ролі
Перший публічний виступ І. Синенької відбувся на сцені у Копичинцях, коли мала десять років. Популярна, на той час, в Галичині пісня «Веснівка» В. Матюка на слова М. Шашкевича у виконанні майбутньої співачки мала великий успіх.
Партії в операх:
- Катерини («Катерина» М. Аркаса);
- Наталки («Наталка Полтавка» М. Лисенка);
- Русалки («Русалка» А. Дворжака);
- Батерфляй («Мадам Батерфляй» Дж. Пуччіні);
- Марженки («Продана наречена» Б. Сметана);
- Недди («Паяци» Р. Леонковалло);
- Мікаели («Кармен» Ж. Бізе);
- Юлії («Ромео і Юлія» В. Белліні);
- Оксани («Запорожець за Дунаєм» С. Гулака-Артемовського).

Вокальна спадщина І. Синенької — 23 пісні та романси, записані на дві грамофонні платівки.
У своєму репертуарі, крім класичних оперних арій, мала народні пісні, думи, колядки та твори українських композиторів, які виконувала з особливим чуттям, сердечністю й культурою, серед них:
- «Вечірня пісня» К. Стеценка,
- «Засумуй трембіто» Н. Нижанківського,
- «Жита» Н. Нижанківського,
- «Ой, не світи, місяченьку» в обробці В. Барвінського,
- «Ой, у полі тихий вітер віє…» в обробці Б. Лятошинського,
- «Ой, співаночки мої» лемківська пісня в обробці С. Людкевича, «Ой, ходить сон», «Половина саду цвіте», «Минули літа молодії», «Діброво зелена» та ін.

За оцінкою Станіслава Людкевича, співачка — власниця «мягкого, шовкового тембра, а при тім звінкий голосовий матеріал, вирівнаний у всіх регістрах, природна шляхотна лінія у динамиці і модуляції, дискретна, а проте інтензивна і виразова, майже сценічна інтерпретація, непорочна дикція і фразовання — усе те разом із симпатичною апарицією складалося на рідко подибувану цілість».